# Borut Bassin
Borut Bassin, (Liubliana, Eslovenia; 6 de julio de 1944 - 15 de junio de 2022) fue un jugador de baloncesto esloveno. Consiguió tres medallas en competiciones internacionales con Yugoslavia.

## Carrera deportiva
Comenzó su carrera a la edad de doce años en el club juvenil AŠK Olimpija, fue descubierto por el entrenador Roman Ogrin. A los diecisiete años se incorporó al primer equipo del Olimpija, ya los diecinueve años se incorporó a la selección yugoslava. Fue uno de los mejores jugadores de baloncesto de Olimpija de todos los tiempos y también muy popular entre los espectadores. En la temporada 1966/67 de la Copa de Europa de baloncesto, entonces competición de élite de los clubes de baloncesto europeos -hoy Euroliga-, el Olimpija se clasificó para la Liga de Campeones de baloncesto, donde perdió por poco ante el Real Madrid, Bassin fue el mejor jugador del partido con treinta puntos y también de todo el torneo. En 1967, Bassin y la selección nacional también ganaron el título de subcampeón mundial en Montevideo. También ganó dos medallas en los Campeonatos de Europa, una medalla de plata en 1972 y una medalla de bronce en 1963.